# Nautilus (fiktiv ubåt)
För andra betydelser, se Nautilus.

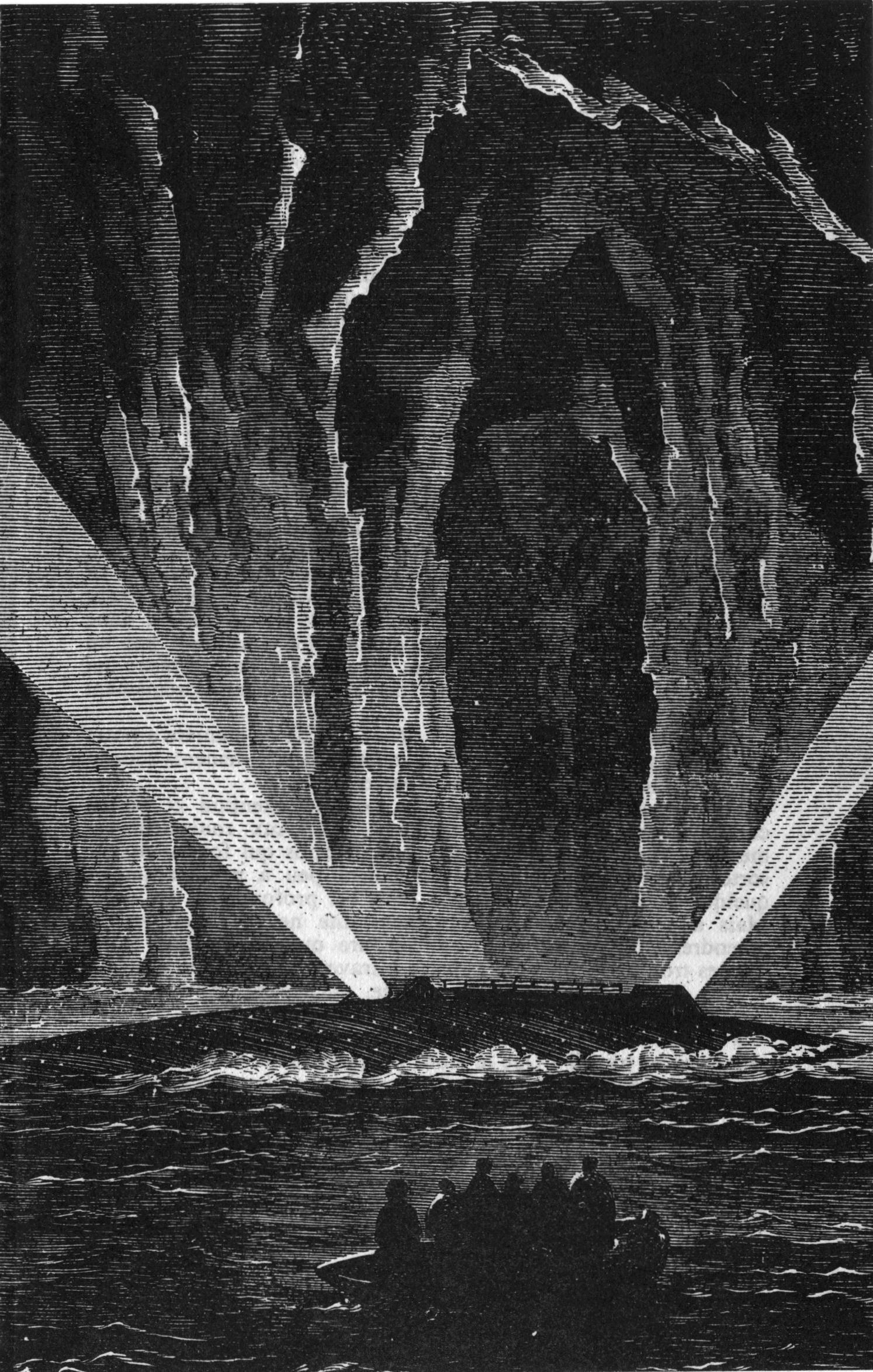
Nautilus i Den hemlighetsfulla ön

Nautilus är Kapten Nemos ubåt i Jules Vernes romaner En världsomsegling under havet och Den hemlighetsfulla ön.
Olika delar av Nautilus var tillverkade i olika delar av världen, och sedan ihopsatta av Kapten Nemos män på en öde ö. Rammen, som användes till försvar mot sjöodjur, skall enligt Jules Verne vara tillverkad vid Motala Verkstad.